# Hôtel de ville de Gap
L'hôtel de ville de Gap est situé à Gap, dans les Hautes-Alpes, 3, rue Colonel-Roux. 

## Histoire
Une première maison communale de la ville de Gap a été édifié, sur le même lieu, en 1400. Cette maison communale, propriété des consuls, fut détruit par un incendie, provoqué par les troupes du duc de Savoie, en 1692. Reconstruit sur le même emplacement sur les plans de l'architecte Lechat, les travaux furent achevés qu'en 1743.
La façade et l'escalier intérieur de l'hôtel de ville de Gap sont inscrits au titre des monuments historiques par arrêté du 29 novembre 1948, pour les décors en fers forgés des balcon de la façade et de la rampe de l'escalier intérieur.